# Verbena aristigera
Verbena aristigera (sin. Glandularia aristigera e Verbena tenuisecta), também chamada de verbena musgosa, verbena do deserto, verbena de folhas finas, verbena selvagem, verbena tuberosa, verbena falsa sul-americana, maldição do Mayne e praga do Mayne, é uma espécie de planta com flores da família Verbenaceae. É nativa da Bolívia, sul do Brasil, norte da Argentina, Paraguai e Uruguai. Foi amplamente introduzida no resto dos trópicos e subtrópicos mais secos do mundo, incluindo lugares como na Califórnia, Guatemala, Honduras, Nicarágua, Venezuela, Grécia, Nigéria, África oriental e África meridional, Índia e toda a Austrália, exceto na Tasmânia. É uma planta que cresce entre 15cm até 60cm de altura, habita áreas abertas, redor de estradas, areias e pântanos, até 1250m.